# Mark Wright
Mark Wright (Dorchester, 1 de agosto de 1963), é um ex-futebolista profissional inglês que atuava como defensor.

## Carreira
Mark Wright fez parte do elenco da Seleção Inglesa de Futebol, da Copa de 1990.